# Ali Benhalima
Ali Benhalima (Orano, 21 gennaio 1962) è un ex calciatore ed ex giocatore di calcio a 5 algerino.

## Carriera
Come massimo riconoscimento in carriera vanta la vittoria della Coppa d'Africa 1990. Con la Nazionale maschile di calcio a 5 dell'Algeria ha partecipato al FIFA Futsal World Championship 1989, dove la selezione nordafricana non ha superato il primo turno, affrontando Paesi Bassi, Paraguay e Danimarca.